# 瓦西基夫齊 (伊賈斯拉夫區)
50°5′38″N 26°47′28″E / 50.09389°N 26.79111°E
瓦西基夫齊（烏克蘭語：Васьківці），是烏克蘭西部的村莊，隸屬赫梅利尼茨基州的舍佩蒂夫卡區。該村始建於1635年，面積1.582平方公里，海拔高度238米，2001年人口561。